# Ensign N181
La Ensign N181 è una monoposto di Formula 1 costruita dalla scuderia inglese Ensign per partecipare al campionato mondiale di Formula Uno del 1982.
Progettata da Nigel Bennett e spinta da un motore Cosworth DFV V8, fu guidata da Roberto Guerrero ma fu mai abbastanza competitiva. 
Presentava l'interessante caratteristica del telaio in due parti: una vasca inferiore in pannelli di alluminio a nido d'ape e un guscio superiore in carbonio, imbullonati tra loro. Soluzione che sarà ripresa l'anno dopo dalla Brabham BT52 vincitrice del mondiale piloti, e da altre vetture
Il miglior risultato fu l'ottavo posto nel Gran Premio di Germania 1982.
Fu l'ultima vettura della Ensign in Formula 1 poiché la squadra fu venduta a Teddy Yip, proprietario della Theodore Racing. Fu realizzata un solo esemplare che poi venne convertita nella Theodore ET183.